# Rondo (Musik)
Als Rondo (französisch Rondeau) werden Kompositionen bezeichnet, die sich über idealtypische Formmodelle beschreiben lassen. Diesen Formmodellen ist ein wiederkehrender Abschnitt (A) gemeinsam, der mit anderen musikalischen Gestaltungen (B, C, D, E usw.) abwechselt.

## Geschichte und Abgrenzung
Es wurde angenommen, dass die Wurzeln des instrumentalen Rondo im altfranzösischen Rondeau des 13. bis 15. Jahrhunderts bzw. in textlich/musikalischen Refrainformen dieser Zeit liegen (ein Beispiel für diese Form zeigt Guillaume de Machauts Rondeau „Coment puet on mieus ses mans dire“ mit der Form ABAAABAB). Jedoch ist „ein unmittelbarer Zusammenhang zwischen dem mittelalterlichen Refrainlied und dem seit dem 17./18. Jh. von Frankreich aus verbreiteten vokalen wie instrumentalen Rondeau/Rondo (mit dem ebenfalls ‚runden‛ Bau abaca…a) […] nicht nachgewiesen“. Beispiele für Rondokompositionen aus späterer Zeit lassen sich aus unterschiedlichen Gattungen anführen (in mehrstimmiger Vokalmusik, Klavierstücken, Arien, Konzerten, Sonaten, Sinfonien und Kammermusik), wobei für die jeweiligen Abschnitte geographisch (französisch/italienisch) und gattungsspezifisch unterschiedliche Bezeichnungen verwendet werden (z. B. Refrain/Strophe, Refrain/Couplet, Ritornell/Episode):

„Im Italienischen verwendet man für den französischen Begriff ‚Refrain‘ den Begriff ‚Ritornell‘, also den gleichen, den man später für Tuttiabschnitte im Konzert einführte. Und ‚Ritornello‘ und ‚Refrain‘ gelten tatsächlich auch gleichartigen Phänomenen. ‚Ritornello‘ ist vom italienischen ‚ritorno‘ (‚Rückkehr‘) abgeleitet, um die Verkleinerungsform ‚-ello‘ erweitert und bedeutet daher ‚kleine Rückkehr‘; das französische ‚Refrain‘ bedeutet allgemein so viel wie ‚Signal‘, daneben – speziell musikalisch – auch ‚Wiederholungsvers‘ oder ‚Kehrreim‘ und hängt schließlich auch (ausgehend von seiner lateinischen Wurzel ‚refringere‘) mit Verbformen wie ‚etwas aufbrechen‘ oder ‚hemmen‘ zusammen. Ein Refrain ‚unterbricht‘ also den musikalischen Fluß mit einem ‚wiederkehrenden Vers‘, dem etwas ‚Signalhaftes‘ anhaftet.“

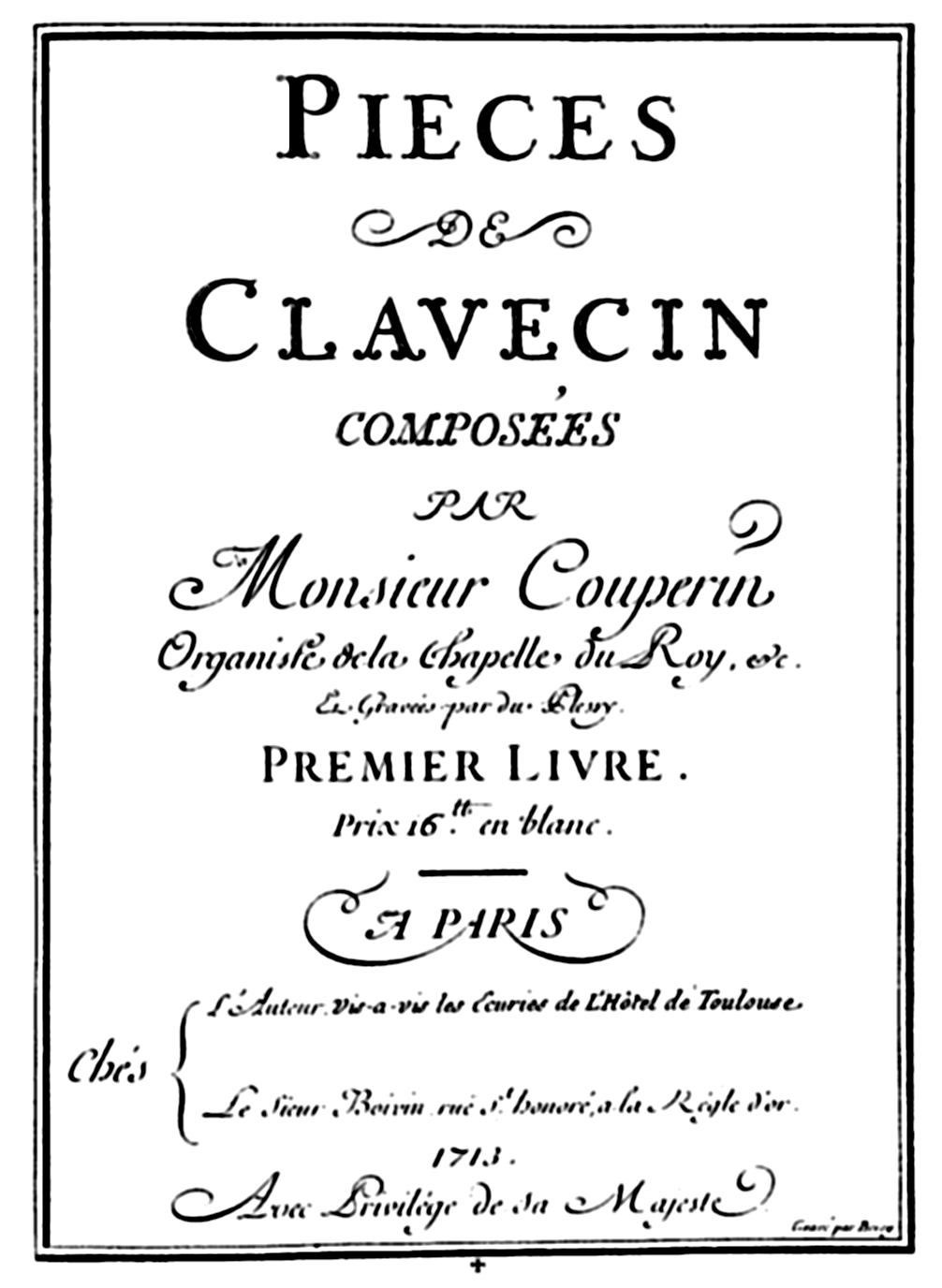
Couperin Clavecin Livre 1

Eine erste Blüte für Instrumentalkompositionen in Rondoform sind die Klavierstücke der französischen Clavecinisten des 17. Jahrhunderts (z. B. von Chambonnières, Louis Couperin, d’Anglebert u. a.) sowie in den französischen Opern J. B. Lullys. In den Clavierbüchern von François Couperin (1668–1733), dem heute berühmtesten Vertreter der Couperin-Familie, lassen sich zahlreiche Rondoformen nachweisen, zum Beispiel im ersten Band seiner 1713 in Paris erschienenen Cembalowerke die Suitensätze „La Badine“ (ABACA), „La Voluptueuse“ und „La bandoline“ (ABACADA), „L’Enchanteresse“ (ABACADAEA) und „La Favorite Chacone“ (ABACADAEAFA). F. Couperin hat – anders als heutige Formenlehren – auch die ABA-Form unter die Rondo-Formen subsumiert, wie das als Rondeau bezeichnete Instrumentalstück „Les Abeilles“ aus der Premier Ordre der genannten Sammlung zeigt. Während in den Konzerten und Arien der ersten Hälfte des 18. Jahrhunderts Ritornelle üblicherweise in verschiedenen Tonarten auftreten, erklingt in Klaviermusik dieser Zeit der A-Teil (Refrain) immer in der Ausgangstonart. Couperin beispielsweise schrieb Wiederholungen dieses Abschnitts nicht aus, sondern kennzeichnete diese durch Wiederholungszeichen zwischen den Couplets. J.-Ph. Rameau (1683–1764) wählte für viele seiner Rondos die fünfteilige ABACA-Form, die heute in Formenlehren auch als „kleine Rondoform“ bezeichnet wird. Ein Beispiel hierfür ist Rameaus Rondeau „La Joyeusse“ aus der Suite in D-Dur der Pièces de clavecin (1724), prominentestes Beispiel heute dürfte die Bagatelle in a-Moll WoO 59 („Für Elise“) von Ludwig van Beethoven sein.
Hermann Erpf hat in seiner Formenlehre Reihen- und Gleichgewichtsformen unterschieden. Nach ihm gehört das barocke Rondo zu den Reihenformen (für das auch der Begriff Kettenrondo durchgesetzt hat), das klassische Rondo hingegen zur Gleichgewichtsform (für das der Begriff Bogenrondo gebräuchlich ist). Verallgemeinernd lässt sich sagen, dass man von einer Gleichgewichtsform sprechen kann, wenn der Eindruck einer symmetrischen Form im Vordergrund steht, von einer Reihenform hingegen, wenn der Eindruck einer asymmetrischen Aneinanderreihung von Abschnitten überwiegt. Da Rondos, die mit einem Refrain beginnen und enden, in der Regel eine ungerade Anzahl von Abschnitten aufweisen, wird die Bogenform nicht nur über die Anzahl der Abschnitte, sondern auch über motivisch-thematische Entsprechungen, Proportionen der Zwischenteilen sowie den Tonartenverlauf bestimmt.
Heinrich Christoph Koch hat allerdings noch gegen Ende des 18. Jahrhunderts in seiner Kompositionslehre darauf hingewiesen, dass in einem Rondo die „Zwischensätze“ keine motivisch-thematischen Bezüge aufweisen:

„In der Musik unterscheidet sich das Rondo von allen andern Tonstücken hauptsächlich [sic!] dadurch, daß die verschiedenen Perioden oder Zwischensätze desselben keine solche Gemeinschaft der melodischen Theile unter sich haben, wie die Perioden der übrigen Tonstücke; denn jeder Periode desselben macht für sich eine besondere Verbindung seiner eigenthümlichen melodischen Theile aus. Der erste derselben, oder der so genannte Rondosatz bestehet nur aus einem einzigen vollständigen melodischen Theile, der zuerst als Quintabsatz vorgetragen, bey seiner unmittelbaren Wiederholung aber in einen Schlußsatz des Haupttones umgeformt wird. Bey der Arie wird dieser Rondosatz zuerst von den Instrumenten als Ritornell vorgetragen […]“

Dem Zitat Kochs lässt sich weiterhin entnehmen, dass der musikalische Bau des A-Teils (Refrain) üblicherweise als Periode erfolgt (die Korrespondenz zwischen Quintabsatz und Schlusssatz; der im Zitat von Koch erwähnte Begriff Periode ist vom heutigen Gebrauch des Begriffs verschieden) sowie den gattungsübergreifenden Gebrauch des Rondosatzes. Auch eine Beschreibung des Sonatenrondos findet sich bereits bei Koch.
Als Sonatenrondo wird eine Mischform zwischen Sonaten- und Rondoform bezeichnet. Ulrich Leisingers Kritik, dass derartige „meist aus Kompositionslehren stammende Versuche (z. B. C. Czerny [1849], A. B. Marx [1845] und in fast allen neueren Formenlehren) nur die an Einzelfällen beobachteten Gestaltungsmöglichkeiten“ kodifizieren, formuliert einen Vorbehalt, der sich gegen jegliche Modellkonstruktionen erheben lässt, dabei jedoch den Wert idealtypischer Konstruktionen im Sinne Max Webers für die musikalische Analyse verkennt. Die folgende Abbildung zeigt die Modelle der Sonatenform und Sonatenrondoform in einer vergleichenden Darstellung:

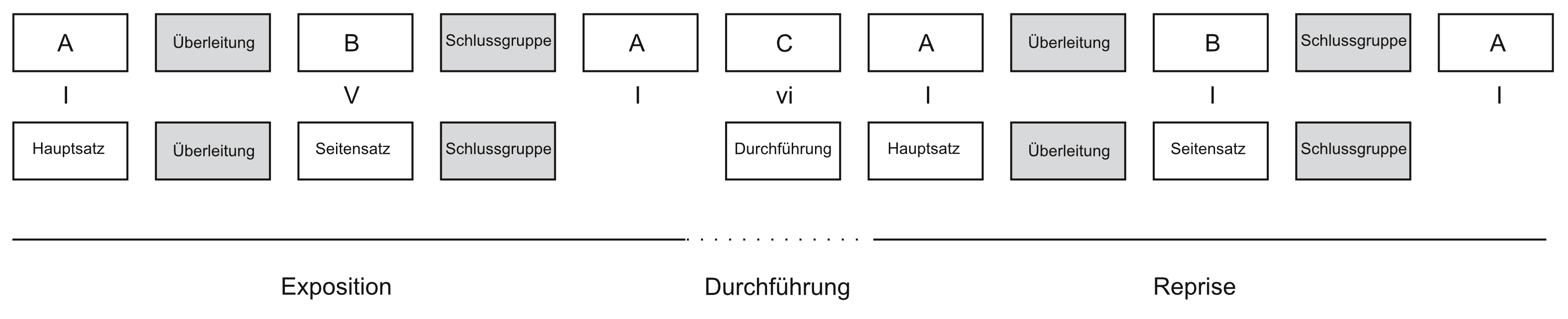
Modelle der Sonatenform und Sonatenrondoform im Vergleich

Mit Ausnahme von Konzert-Finalsätzen verlor die Rondoform in der Instrumentalmusik gehobenen Anspruchs (Sinfonien, Kammermusik) im 19. Jahrhundert an Bedeutung, blieb jedoch für die Formung von Virtuosenstücken und Salonmusik beliebt. Typische Bezeichnungen, die diese Entwicklung veranschaulichen können, sind Einzelwerke für Klavier wie z. B. Beethovens Rondo a capriccio op. 129 (1795, „Wut über den verlorenen Groschen“), F. Mendelssohns Rondo capriccioso op. 14 (1830), J. N. Hummels Rondeau brillant (1825), Liszts Rondo di bravura (1824/1825) u.v. a. Mit Ausnahme dieser Entwicklung lassen sich auch nach der Individualisierung traditioneller Formkonzepte zum Beginn des 20. Jahrhunderts Beispiele für unterschiedlichste Rondoformen bis in das zeitgenössische Komponieren hinein nachweisen.